# Companyia Transatlàntica
La Companyia Transatlàntica (CTE; en castellà: Compañía Trasatlántica Española) va ser una companyia naval espanyola dedicada al transport marítim en vaixells transoceànics, constituïda el 1881 a Barcelona per l'empresari santanderí Antonio López y López. En documents en anglès apareix amb el nom de Compania Transatlantica o com a Spanish Line. Va tenir la seu a Santander i Barcelona, on residia el seu fundador després del seu matrimoni amb Lluïsa Bru i Lassús.

## Història

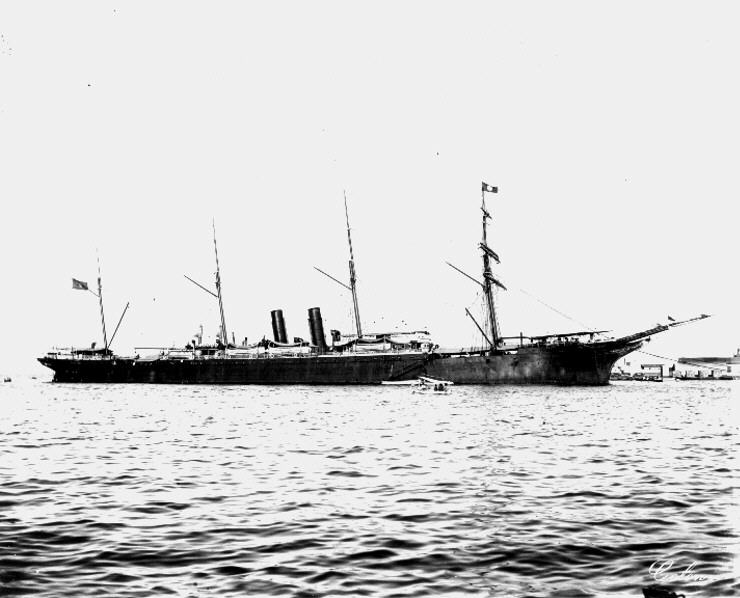
El Colón a Port Said. Aquest vaixell va prendre part en el malaurat intent de trencar el bloqueig americà de les Filipines durant la guerra del 98

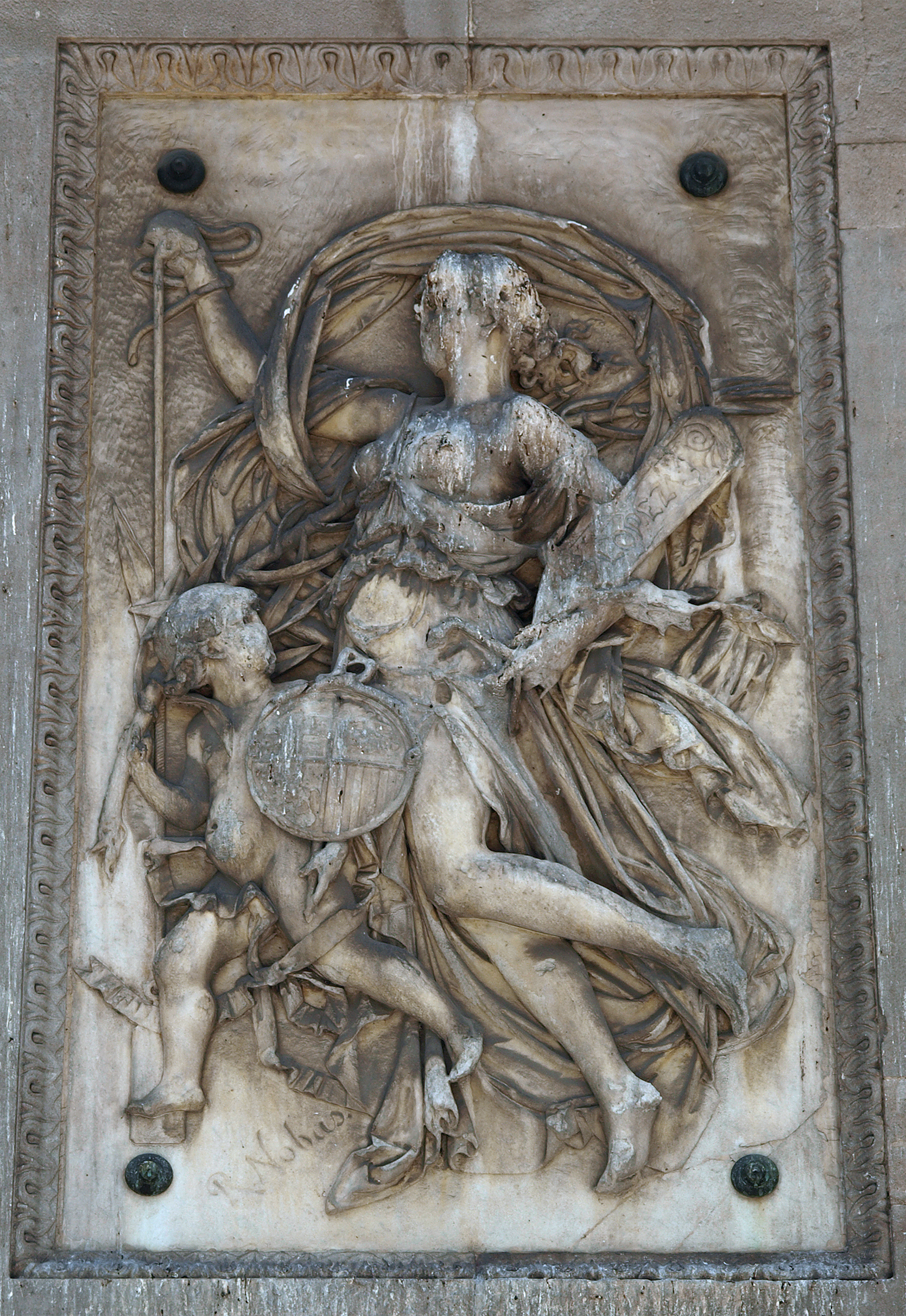
Al·legoria de la Companyia Transatlàntica, per Rossend Nobas, al monument a López y López

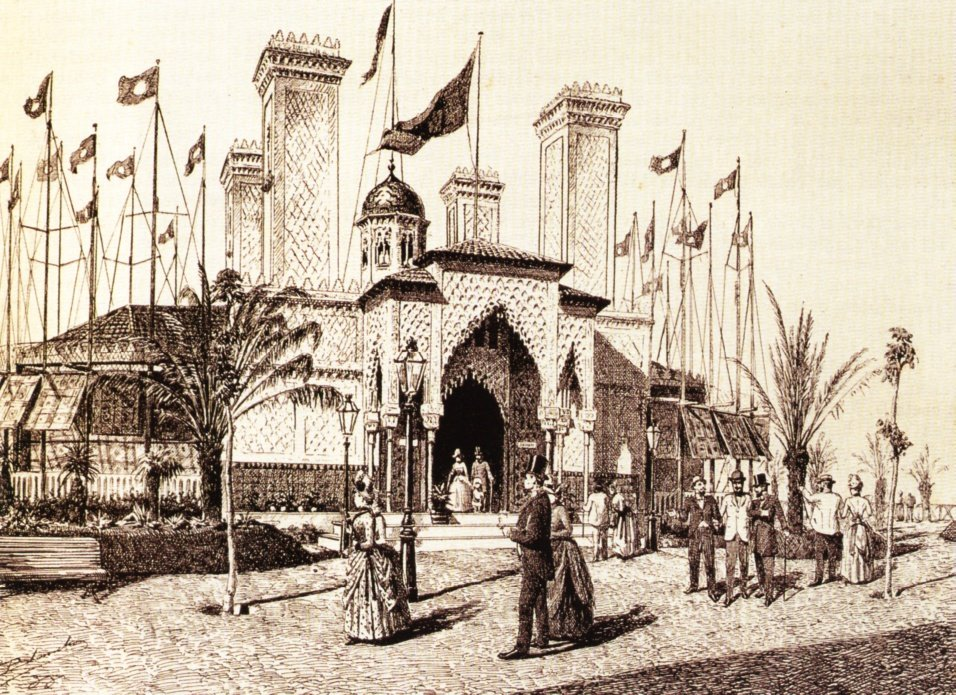
Pavelló de la Companyia Transatlàntica a l'Exposició Universal de Barcelona de 1888, dissenyat per Antoni Gaudí

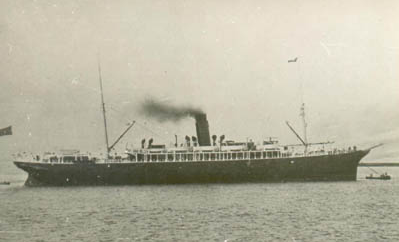
El vapor Alfonso XIII va canviar de nom amb la proclamació de la Segona república espanyola

El 1850, l'empresari santanderí Antonio López y López va fundar a Cuba la Compañia de Vapores Correos A. López. Va començar amb un vapor de 400 tones fent la línia marítima de Guantánamo i Santiago.
Tornat a Espanya i establert a Barcelona, la companyia tingué inicialment la seva seu social a Cadis. L'any 1861 obtingué la concessió pel transport de correspondència a les Antilles, ampliada més tard l'any 1877 a la resta d'Amèrica. Aquest fet i el posterior trasllat de l'empresa a Barcelona l'any 1881, on canvià la denominació per l'actual, la convertí en la primera naviliera espanyola. Durant l'últim terç del segle xix, experimentà un període de fort creixement que li permeteren crear línies marítimes regulars amb els Estats Units, les Antilles, el continent americà i les Filipines.
Antonio López morí el 1883 i el seu fill Claudi López i Bru es feu càrrec de l'empresa. L'any 1894 la flota de la Companyia Transatlàntica ja comptava amb 33 vaixells amb un total de 93.500 TRB (tones de registre brut).
Durant la Guerra Hispano-estatunidenca de 1898, 21 vaixells de la Companyia Transatlàntica varen ser utilitzats com a bucs auxiliars de la marina de la guerra per al trencament del bloqueig que els Estats Units d'Amèrica sotmetien a Cuba i les Filipines, les darreres grans colònies de la Corona Espanyola.
El 1920, passats ja els difícils anys de les guerres, la companyia emprengué una considerable expansió i modernització de la flota conjuntament amb la Sociedad Estatal de Construcción Naval. Es construiren vaixells de passatgers molt ben equipats amb totes les comoditats, que feien que la CTE pogués competir amb les millors empreses de navegació transoceànica del planeta. Claudi López morí el 1925.
El 1931, amb la proclamació de la Segona República espanyola alguns vapors de la Companyia Transatlàntica se'ls hi canvià el nom per raons polítiques. El vaixell Alfonso XIII per exemple, passa a anomenar-se Habana.
El 1939, la Companyia Transatlàntica veié la seva flota molt minvada per la Guerra Civil Espanyola. Entre 1950 i 1960 la companya es recuperà, però aviat l'empresa rebria un colp gairebé mortal. Amb l'arribada dels primers grans avions de línia a reacció, com el Boeing 707, es popularitzaren i s'estengueren les línies aèries, que determinen la sort de la Companyia Transatlàntica Espanyola. La companyia patí una lenta decadència a causa del descens del transport de passatgers, i les accions i la inversió caigueren en picat. Entre el final d'aquesta dècada i 1974, la CTE liquidà pràcticament tota la seva flota. Un dels darrers grans transatlàntics de luxe dels que es va desfer l'empresa va ser el Virginia de Churruca, que fou venut a la Trasmediterránea i posat a fer serveis de ferri. Els guanys d'aquestes vendes in extremis varen ser mínimes.
L'any 1978 la Compañía Trasatlántica, ja moribunda, va ser integrada al Instituto Nacional de Industria i el 1994 es va privatitzar. La CTE segueix sobrevivint, però ja no és ni l'ombra de lo que fou en els seus temps de glòria quan els seus majestuosos vaixells solcaven els oceans de tot el món.

## Monuments
El Pavelló de la Companyia Transatlàntica a la Secció Marítima de l'Exposició Universal de Barcelona de 1888 va ser una de les obres d'Antoni Gaudí. El pavelló va ser posteriorment enderrocat per fer via al passeig Marítim. Actualment hi han models de guix del desaparegut pavelló de la CTE al museu de la Sagrada Família.
També hi ha un relleu escultòric de Rossend Nobas que representa una al·legoria de la Companyia Transatlànticae n un costat del monument a Antonio López, conegut popularment com El Negro Domingo, ubicat a la plaça del mateix nom (actualment d'Idrissa Diallo) de Barcelona.